# Translatio imperii
La translatio imperii és una locució llatina que resumeix el concepte que fa referència al traspàs de poder, sovint de caràcter diví, entre monarques i civilitzacions. Segons aquesta ficció, elaborada per clergues intel·lectuals del segle xii i xiii, la transferència de poder va d'est cap a oest: de l'Imperi Romà d'Orient a l'imperi germànic. Aquest poder heretat dona legitimitat a la dinastia o nou poder. Es pot veure reforçat per relats mítics que accentuen el llinatge reial.
La teoria de translatio imperii assenta les seves bases en l'eurocentrisme, concepte que postula una suposada superioritat europea occidental envers les altres cultures. Segons l'historiador medieval Otó de Freising (c. 1110- c. 1158) el poder va passar de Roma a Constantinoble, seguidament als llatins, dels llatins als llombards i d'aquests últims als germànics. Pels historiadors francesos, en canvi, l'imperi final que assoliria aquesta transferència de poder seria el franc mentre que pels anglesos, seria el dels britons.
Jacques Le Goff va explicar la formulació precisa medieval com la suma de diversos elements: el concepte de la història i del temps que avancen línialment des de la creació (en oposició a altres cosmovisions com la del temps cíclic o la decadència de la història); la necessitat de legitimitat del Sacre Imperi Romanogermànic i a la tradició del dret diví dels reis (visible al mateix títol de "sacre" de l'imperi germànic). Ja Virgili va voler augmentar el prestigi dels romans en fer-los hereus d'Enees i, per tant, de la mítica Troia. Igualment a l'edat mitjana es va voler entroncar els monarques vigents amb l'esplendor clàssic seguint el mite dels orígens troians: Brut (fill d'Enees) hauria fundat Gran Bretanya i Astíanax estaria a l'origen del llinatge franc, entre d'altres.
L'equivalent cultural de la translatio imperii és la translatio studii, encunyat per Chrétien de Troyes.
La Cristiandat medieval es va fer coextensiva ideològicament i territorialment de l'Imperi Romà en assumir el seu llegat universalista. Al segle v, el papa Lleó el Gran va transformar l'orbis terrarum o univers romà, que projectava territorialment l'urbs o cives particular, Roma, en orbis christianus i després en Imperium christianus. En tant que Roma es considerava portadora d'una missió civilitzatòria universal, l'Occident medieval cristià s'hi va identificar. El sentiment que per ser “humà” s'havia de ser “civil” o ciutadà romà, en sentit anàleg al ciutadà de la polis grega, es va transformar en l'Edat mitjana en la idea que, a més, s'havia de ser cristià. El mecanisme ideològic de la translatio va reforçar així la base eurocèntrica de la idea d'imperi (per bé que l'etnocentrisme, com va demostrar Lévy-Strauss, és comú a totes les cultures): el “bàrbar” o "l'estranei" dels grecs i els romans, el que vivia fora dels límits de la polis o l'urbs, era transformat en el "pagà" o "l'infidel" i l'Església i l'Imperi medieval cristià assumien la missió de convertir-lo a la religió “veritable”. La coronació de Carlemany pel papa el nadal de l'any 800 com a primer emperador romà germànic va materialitzar la fusió entre l'universalisme romà i cristià. Altrament, i com destaquen historiadors com A. Pagden, la ideologia de la translatio es va prolongar en els grans imperis transoceànics de la modernitat (espanyol, francès i britànic). El concepte de la Segona i la Tercera Roma com a successores modernes de l'imperi romà beuen de la mateixa idea.
El concepte de translatio prové de la paraula transferre (“traslladar”). El regne, imperi o sobirania es podia transferir d'una entitat política a una altra a causa de les “injustícies, violències, greuges i enganys diversos", és a dir, quan s'havia abusat d'un poder que es considerava atorgat per Déu: Regnum a gente in gentem transfertur propter iniustitias et iniurias et contumelias et diuersos dolos (Ecclesiàstic de Jesús ben Sirac, X, 8) Al segle iv ja havia sorgit entre els cristians romans el concepte de “Roma penitent”, que, no obstant, era incorporable a la Cristiandat en la mesura que purgués els “pecats” –entre els quals la persecució dels primers cristians- i abracés la fe cristiana, com va succeir a partir de Constantí el Gran. La filosofia d'Agustí va ser clau en la creació d'una consciència de continuïtat entre l'Imperi Romà i el medieval en dividir el curs de la història en quatre regnes: el darrer, que precedia la fi dels temps (segona i definitiva vinguda de Crist), era l'Imperi Romà.
L'absorció de la teoria clàssica de l'imperi a l'Occident medieval cristià per mitjà de la translatio va ser facilitada perquè la cultura política romana es basava en el sentiment de pietas o pràctica de la virtus –cristianitzat com a virtut - amb el seu arquetip en l’Eneida de Virgili. La pietas es concretava en valors com la lleialtat a la família i a la comunitat política i la defensa de la religió. A De civitate Dei, Agustí havia considerat que Déu va confiar als romans la unificació del món abans de la vinguda de Crist per les seves virtuts. L'ètica de la virtus prescrivia la recerca de l'utilitas publica (el bé de la comunitat) per sobre de la utilitas singulorum (el bé propi), el que implicava en últim terme estar disposat a morir per defensar-la. Aquests valors són definitoris de la cavalleria medieval i, readaptats pel cristianisme, van contribuir a legitimar les croades.